# Mycket väsen för ingenting (musikalbum)
Mycket väsen för ingenting är musikgruppen Ingentings andra album. Skivan släpptes på skivbolaget Labrador 2006.

## Låtlista
1. "Mycket väsen för ingenting"
2. "Punkdrömmar"
3. "Bergochdalbanan"
4. "Lisa sa"
5. "Suzanne (vi kan inte gå hand i hand)"
6. "Släpp in solen"
7. "Hollywood Dreams"
8. "Precis så jag känner"
9. "Re:re:re"
10. "På drift"
11. "Mellan havet och sorg"